# Fylkesväg 30
Fylkesväg 30 (norska: Fylkesvei 30) är en primär fylkesväg i Norge som går mellan tätorten Støren i Midtre Gauldals kommun i Trøndelag fylke och byn Nordstumoen, nära tätorten Koppang i Stor-Elvdals kommun i Innlandet fylke. Den passerar genom kommunerna Midtre Gauldal, Holtålen, Røros, Os, Tolga, Tynset, Rendalen och Stor-Elvdal.
Vägen är 259,1 kilometer lång, varav 111,7 kilometer i Trøndelag fylke och 147,4 kilometer i Innlandet fylke. Den är asfalterad och passerar bland annat genom tätorterna Renbygda, Røros, Os, Tolga, Tynset, Otnes och Koppang. 
Sträckan mellan Røros och Os utgör en del av Kopparleden mellan Falun och Røros.

## Anslutningar
Fylkesväg 30 ansluter till:
- Europaväg 6 (vid Støren)
- Fylkesväg 31 (vid Røros)
- Fylkesväg 28 (vid Os)
- Fylkesväg 26 (vid Tolga)
- Riksväg 3 (vid Motrøa)
- Fylkesväg 217 (vid Åkrestrømmen)
- Riksväg 3 (vid Nordstumoen)

## Bilder

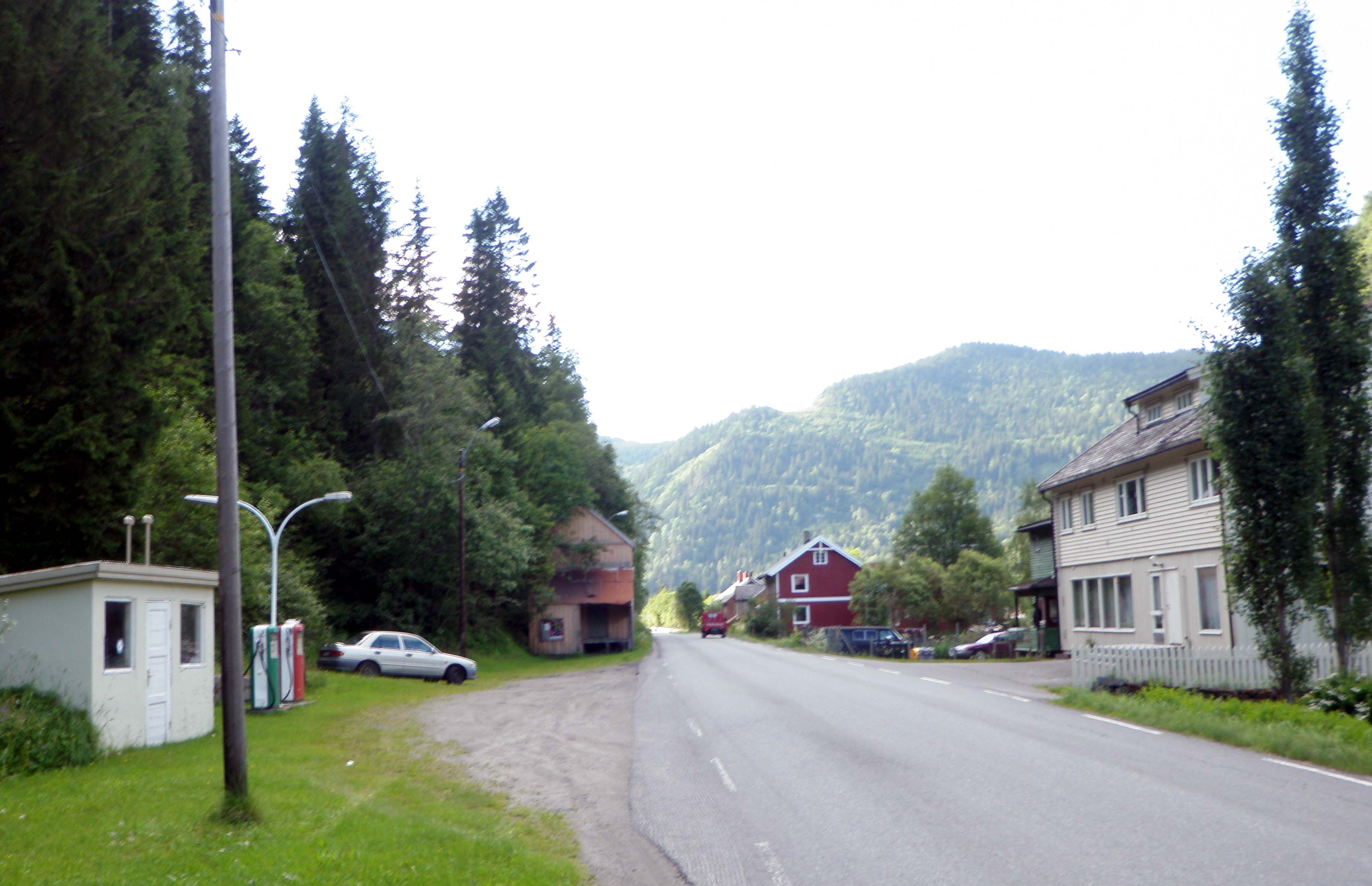
Fylkesväg 30 i Rognes.
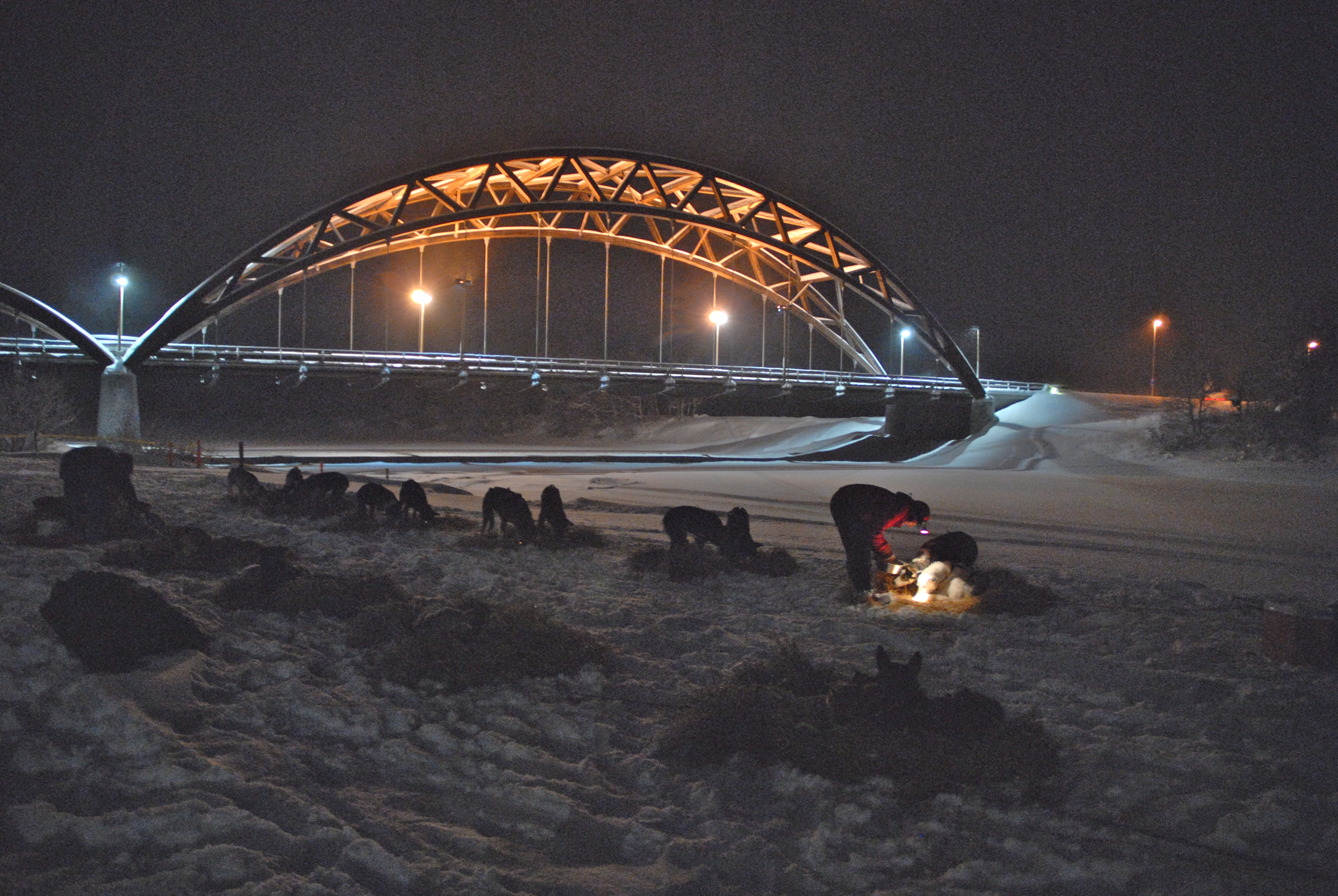
Fylkesväg 30 vid Tynset bro över Glomma i Tynset.
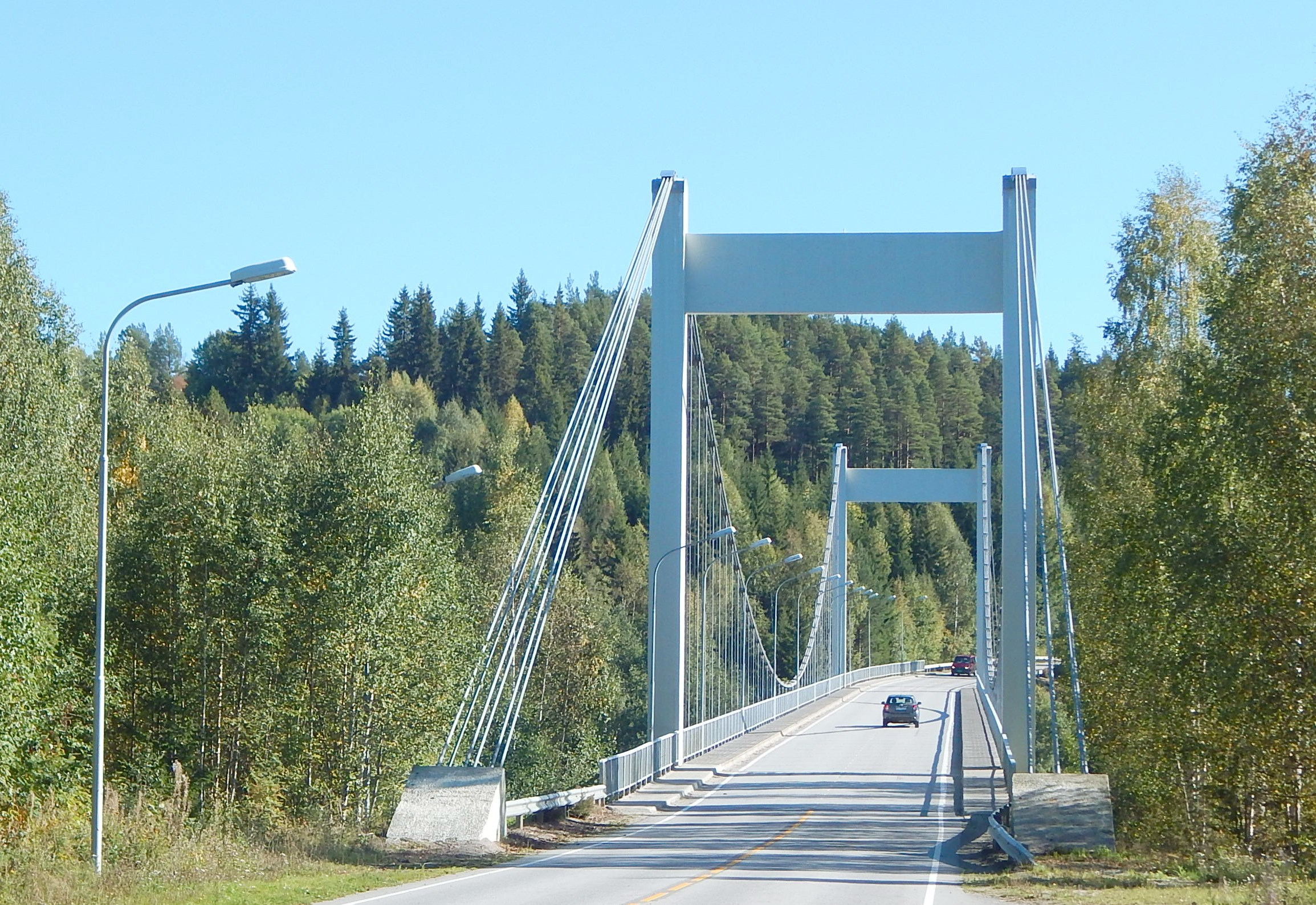
Fylkesväg 30 vid Sundfloen bro över Glomma vid Koppang.